# ليو ليرنر
ليو ليرنر (بالإنجليزية: Leo Lerner)‏ هو صحفي أمريكي، ولد في 1907، وتوفي في 1965.